# Pelham Bay Park (park)

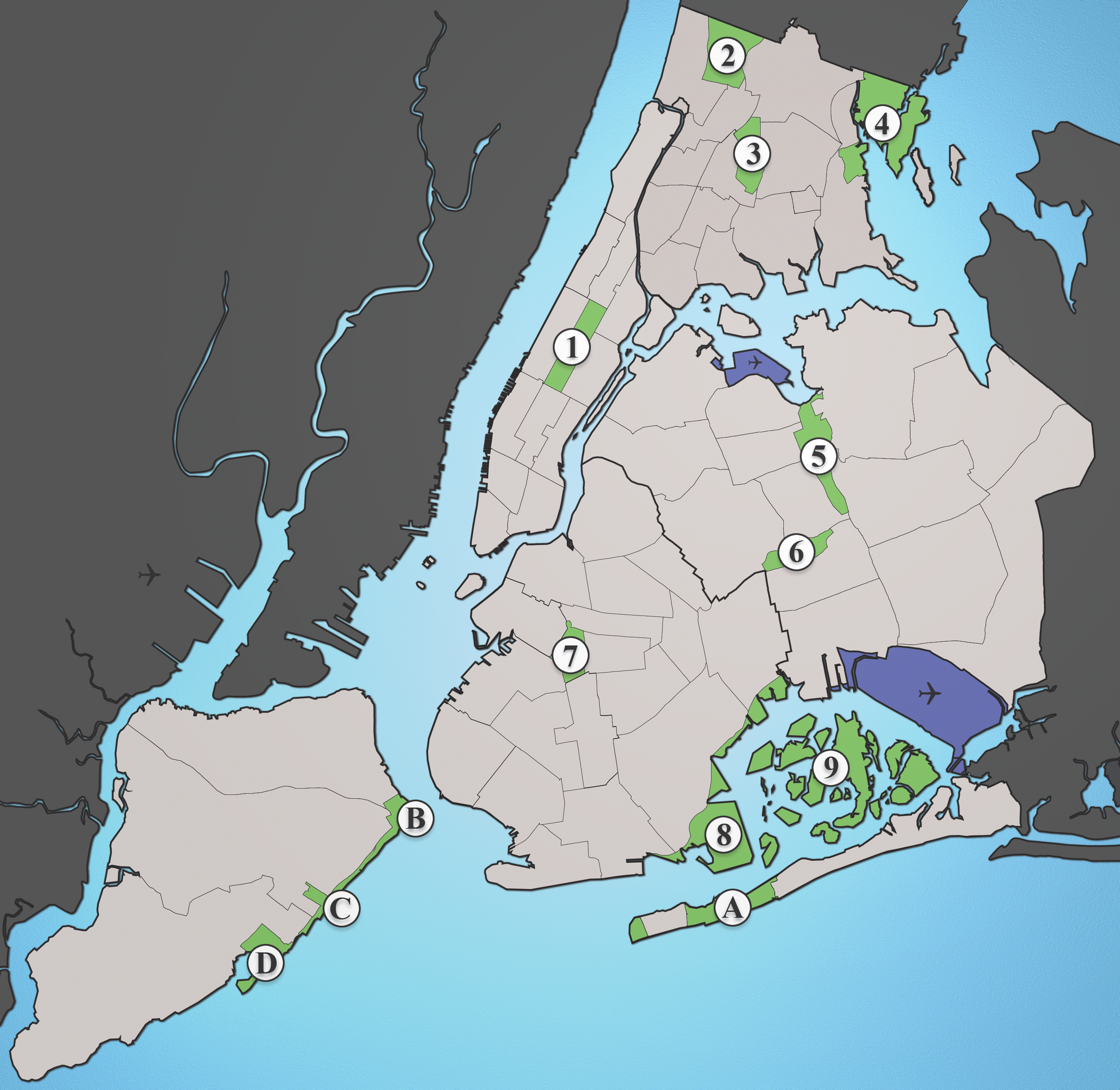
Pelham Bay Park (nummer 4) op de kaart van New York

Het Pelham Bay Park is een stadspark in het uiterste noordoosten van het stadsdeel The Bronx in New York. Het in 1888 geopende park valt onder het bestuur van het New York City Department of Parks and Recreation. De oppervlakte is circa 1.122 ha. Het is het grootste publiek park van New York City, meer dan drie maal groter dan Central Park in Manhattan. Het park kan bereikt worden met metro-lijn 6 waar het noordelijk eindstation Pelham Bay Park direct toegang geeft tot het park.
De oostelijke kustlijn van het park omvat Orchard Beach, een van de meest populaire strandzones van New York die ligt aan de westelijke tip van de Long Island Sound. Het park wordt doorsneden door de Hutchinson River waarvan ook de monding in de baai in het park ligt. Verder zijn in het park kilometers-lange ruiterpaden en wandelpaden aangelegd, het historisch bouwwerk van de Bartow-Pell Mansion, twee golfbanen en een meer dan 20 km lange zoutwaterkust. Er zijn vlakten en velden voor sporters en speeltuinen voor kinderen. In Pelham Bay Park is een rijke fauna en flora met uitstekende locaties om een van de meest bekwame jagers van de natuur, de visarend, te bekijken.